# Rochlice
Rochlice (německy Röchlitz) jsou jednou z nejstarších libereckých čtvrtí. Jsou šestou z místních částí statutárního města Liberce, katastrální území nese název Rochlice u Liberce, evidenční část obce název Liberec VI-Rochlice. Rochlice jsou také nejlidnatější z libereckých čtvrtí. 

## Název
Název je patrně odvozen od slova rokytí, označujícího křoví na břehu řeky.
Názvy končící -ice odvozené od vlastností půdy, okolí či porostu daného místa (Roudnice, Lužnice, Rokytnice, Lipnice, Skalice, Kopřivnice) typicky jsou jednotného čísla a skloňují se podle vzoru růže, jednoduchá spolehlivá pomůcka k určení rodu a čísla však neexistuje a vždy záleží i na místním úzu.
V jazykovém korpusu SYN2005 bylo nalezeno 20 názvů českých měst či obcí na -ice s CAF (celkovou absolutní frekvencí) 5 nebo vyšší, které v čísle kolísají, tzn. mají dubletní tvary. U jména Rochlice bylo zjištěno, že plurálové tvary převažují (v poměru 8 : 5). V monografii Aleny Polívkové Naše místní jména a jak jich užívat název Rochlice není výslovně uveden.
Podle oficiální databáze (RÚIAN) je v současnosti za správný a platný považován plurálový tvar.

## Historie
První písemná zmínka o vesnici pochází z roku 1352. Rochlice vznikly na konci 13. století v blízkosti brodu přes Lužickou Nisu. Vesnice je v tehdejších konfirmačních knihách pražského arcibiskupství zmiňována pod jmény: Rokytnik, Rokytnitz a Rokostnicz. V seznamech papežského desátku je obec označována jako Rochlicz, ze kterého po příchodu německých kolonistů vznikly tvary Rechlicz, Röchlicz a konečně Röchlitz, uvedený v redernském urbáři roku 1560.
Podle tohoto urbáře žilo tehdy v obci v 21 domech, sedmnáct sedláků, čtyři zahradníci a čtyři domkáři. Vesnice se rozrůstala velmi pomalu: v roce 1771, během prvního číslování domů, bylo napočítáno 82 stavení. Skutečností však je, že již v té době byla v obci škola, kterou navštěvovali žáci z okolních čtvrtí: Hanychova, Pilínkova, Doubí a Vesce.
Ke skutečnému rozmachu vesnice došlo až v 19. století během průmyslové revoluce. V tomto období v Liberci vznikly nové silnice: nejprve ta vedoucí podél Nisy dnešní třídou M. Horákové roku 1825, pak i další další vedoucí na Vratislavice (1863) a Dolní Hanychov (1902). Dalším impulsem k rozvoji obce bylo vybudování železničních tratí z Liberce, protože ta vedoucí do Jablonce měla zastávku na dnešním Poštovním náměstí. Na tom stávala pošta již od roku 1892. 14. září 1899 přijela do Rochlice první tramvaj.
Obec byla povýšena na městys 14. 6. 1903 a již po pěti letech se stala městem s vlastním znakem uděleným Rochlicím císařem Františkem Josefem I. Koncem 19. století byly Rochlice jedním z nejdůležitějších průmyslových center Liberecka. Tato prosperita skončila se začátkem první světové války. Roku 1918 zde byla dokonce kvůli katastrofálním problémům se zásobováním zaznamenána úmrtí z hladu. Po skončení války a vzniku nového státu obsadilo Rochlice československé vojsko. Protože problémy se zásobováním přetrvávaly, srotil se 29. května 1919 dav pěti set nespokojených občanů, kteří se pustili do rabování místních obchodů. Pořádek musela nastolit až místní vojenská posádka.
V prvních obecních volbách vyhráli v Rochlicích němečtí sociální demokrati a prvním starostou se stal Karl Scheffel. Následující léta však byla ve znamení neustálých bojů o radnici mezi německými sociálními demokraty s českými stranami a německými nacionály a nacisty, v důsledku čehož docházelo k velmi rychlému střídání starostů. V září roku 1927 se tak poprvé do jejího čela dostal představitel místní DNSAP. Ve volbách 12. 6. 1938 získala SdP 2352 hlasů a obsadila 21 z 36 mandátů (česká menšina získala 11 mandátů, KSČ 3 mandáty a jeden mandát němečtí sociální demokraté).
Po podepsání mnichovské dohody muselo zdejších jeden a půl tisíce Čechů odejít do vnitrozemí a 8. října 1938 přivítala slavnostně ozdobená obec příchod prvních Hitlerovských vojáků. Za německé okupace byla Rochlice přičleněna 1. května 1939 k Velkému Liberci jako jeho čtvrtá čtvrť.
Po odsunutí Němců po skončení druhé světové války až do sedmdesátých let se počet obyvatel pohyboval kolem čtyř tisíc. K prudkému nárůstu počtu obyvatel došlo až během mohutné panelové výstavby. V roce 1991 byly Rochlice s 18 548 obyvateli nejlidnatější městskou čtvrtí.